# Zimní olympijské hry 2014

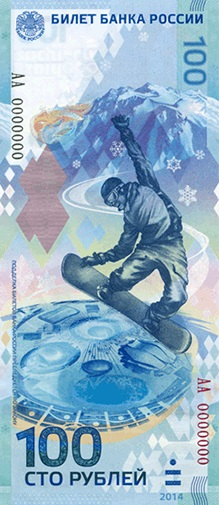
100 ruských rublů vydaných v roce 2013 na památku her

XXII. zimní olympijské hry se konaly od 6. února do 23. února 2014 v ruském přímořském městě Soči, přičemž zahajovací ceremoniál proběhl 7. února. O hostitelském městě rozhodlo hlasování členů Mezinárodního olympijského výboru v Guatemale 4. července 2007. Hry byly organizovány ve dvou centrech, v pobřežním městě Soči a v horském středisku Krasnaja Poljana. Jednalo se o druhé olympijské hry pořádané na území Ruska, a o první zimní olympiádu ve Východní Evropě. Na olympiádu se kvalifikovalo rekordních 88 zemí.
V porovnání s předchozími hrami ve Vancouveru 2010 se rozdalo 98 sad medailí, tedy o 12 více. Dvanáct nových soutěží bylo: smíšená štafeta v biatlonu, ženské skoky na lyžích, smíšené týmové krasobruslení, smíšené týmové saně, lyžařský half-pipe (mužský a ženský), lyžařský slopestyle (mužský a ženský), snowboardový slopestyle (mužský a ženský), snowboardový paralelní slalom (mužský a ženský).
ZOH v Soči byly nejdražšími olympijskými hrami v historii. 
Odhaduje se, že hry stály 51 miliard dolarů, pětkrát více než původní odhady olympijského výboru. Stály tedy více než dvojnásobek nákladů předchozích her v Londýně a o 11 miliard překonaly hry v Pekingu. Hry měly rekordních 2,1 miliardy diváků po celém světě.

## Volba pořadatele
Město Soči se dostalo na konečný seznam kandidátů na pořadatelství zimních her spolu s městy Pchjongčchang (Jižní Korea) a Salcburk (Rakousko). Vítězství Soči bylo oznámeno na 119. zasedání Mezinárodního olympijského výboru (MOV), které se uskutečnilo v červenci 2007 v Ciudad de Guatemala. Oznámil jej prezident MOV Jacques Rogge po dlouhém hlasování 4. července 2007.
V první fázi musela kandidátská města po schválení od svých národních olympijských výborů poslat přihlášku a vyplněný dotazník do 1. února 2006. Byla to města Soči (Rusko), Salcburk (Rakousko), Jaca (Španělsko), Almaty (Kazachstán), Pchjongčchang (Jižní Korea), Sofie (Bulharsko) a Bordžomi (Gruzie). Tři finální kandidáti byli vybráni výkonnou radou MOV 22. června 2006. Dne 2. října 2007 byl ustaven Organizační výbor zimních olympijských her v Soči 2014.
| Město         | Stát        | 1. kolo | 2. kolo |
| ------------- | ----------- | ------- | ------- |
| Soči          | Rusko       | 34      | 51      |
| Pchjongčchang | Jižní Korea | 36      | 47      |
| Salcburk      | Rakousko    | 25      | –       |

## Olympijský park

Nákres Olympijského parku v Soči

Mapa olympijského areálu Roza Chutor (interaktivní mapa)

Hry se konaly v nově postaveném Olympijském parku, který sestává z následujících stadionů a míst:

### Soči
- Fišt stadion – ceremonie, 40 000 diváků
- Bolšoj stadion – lední hokej, 12 000 diváků
- Šajba arena – lední hokej, 7 000 diváků
- Adler-Arena – rychlobruslení, 8 000 diváků
- sportovní hala Ajsberg – krasobruslení, short track, 12 000 diváků
- Leďanoj kub – curling, 3 000 diváků
- Hlavní olympijská vesnice
- Mezinárodní vysílací centrum a hlavní tiskové středisko

### Horské středisko Krasnaja Poljana
- Lyžařský areál Laura – biatlon a běh na lyžích
- Park extrémních sportů Roza Chutor – akrobatické lyžování a snowboarding
- Lyžařský areál Roza Chutor – alpské lyžování
- Bobová a sáňkařská dráha Sanki – boby, saně a skeleton
- Russkije Gorki – skoky na lyžích a severská kombinace
- Plošina Roza Chutor – olympijská vesnice

### Pozdější využití
Po skončení olympijských her se v areálu olympijského parku konaly i Zimní paralympijské hry 2014. V Soči poté proběhly po sto letech závody Grand Prix Ruska, a to v rámci série Formule 1, dohoda je podepsána na dalších sedm let. V roce 2018 je zde a v dalších 10 ruských městech naplánováno Mistrovství světa ve fotbale. V aréně Bolšoj také hraje nový hokejový tým KHL HK Soči.

## Symboly

### Olympijská pochodeň
Olympijská štafeta s pochodní byla nejdelší pouť v historii zimních her, měřila 65 tisíc kilometrů. Olympijskou pochodeň si poprvé předali kosmonauti ve volném vesmíru. Ruští kosmonauti Oleg Kotov a Sergej Rjazanskij si ji předali při výstupu z Mezinárodní vesmírné stanice. Olympijská pochodeň se poprvé podívala na palubě atomového ledoborce (50 let Pobedy) na severní pól, na nejvyšší horu Evropy Elbrus i do nejhlubšího světového jezera Bajkal. Na ceremoniálu zažehli olympijský oheň hokejista Vladislav Treťjak a krasobruslařka Irina Rodninová.

### Maskoti olympijských her

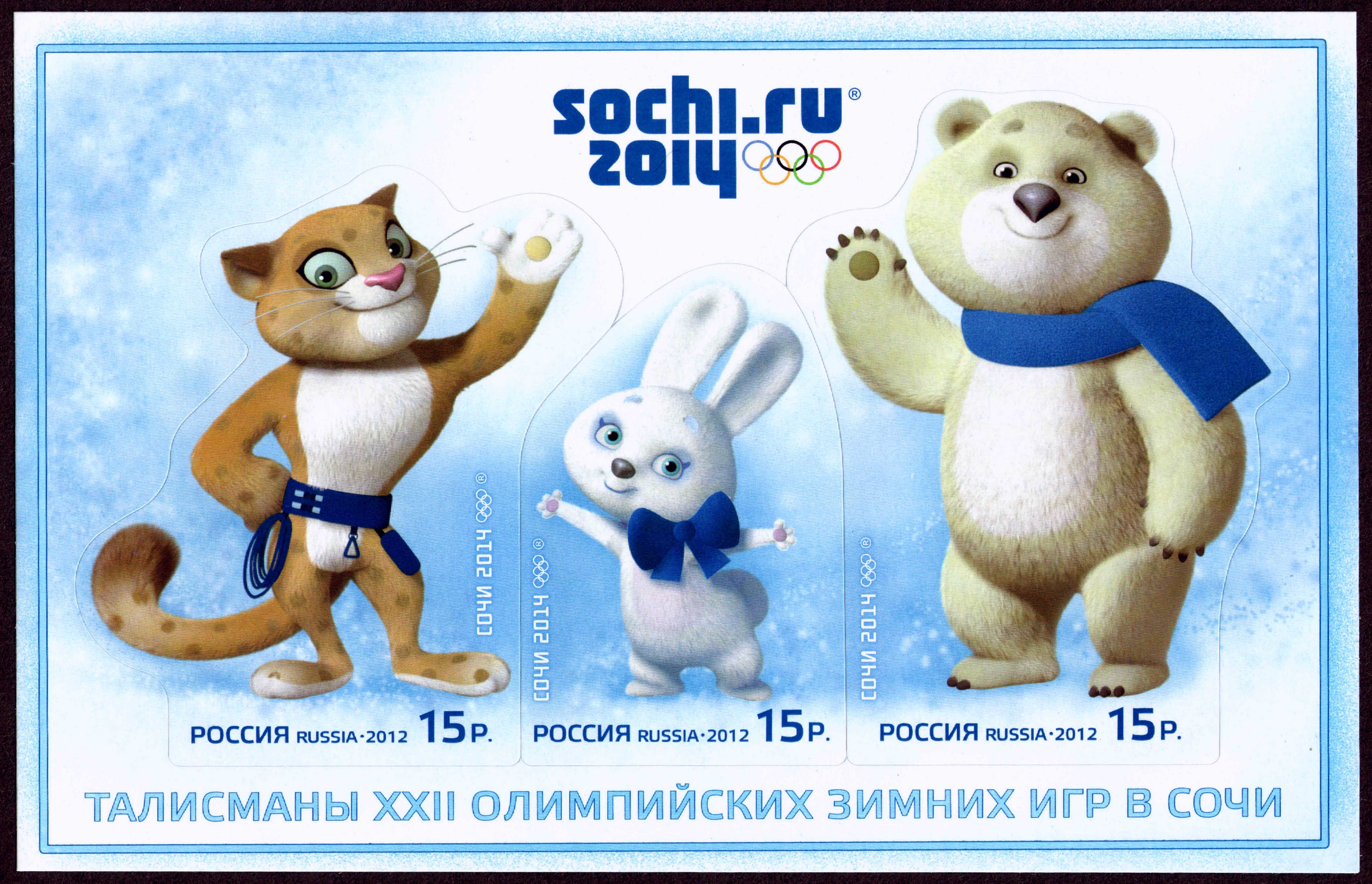
Maskoti ZOH 2014 na třech 15rublových poštovních známkách upomínkového archu

Na výběru maskotů se mohli podílet všichni ruští občané, dne 26. února 2011 v 11.20 hodin (GMT +3) byly zveřejněny konečné výsledky veřejného hlasování v přímém televizním pořadu „Talismaniya Soči 2014 “. Volební rada se rozhodla, že nejlepší tři návrhy s nejvyšším počtem hlasů se stanou maskoty Zimních olympijských her 2014. Zvítězily tyto návrhy:
- Lední medvěd (Oleg Serdečnij, Soči),
- Zajíc bělák (Silvija Petrovová, Čuvašsko)
- Sněžný levhart (Vadim Pak, Nachodka)

## Účast národních olympijských výborů
Na OH v Soči se kvalifikovalo rekordních 88 národních olympijských výborů. Oproti hrám v roce 2010 se nezúčastní Kolumbie, Etiopie, Ghana, Severní Korea, Jižní Afrika a Senegal, naopak přibyly Americké Panenské ostrovy, Britské Panenské ostrovy, Filipíny, Portoriko a Thajsko a dalších šest národů, které byly na zimních olympijských hrách poprvé: Malta, Paraguay, Togo, Tonga, Východní Timor a Zimbabwe. Sportovci Indie soutěžili pod olympijskou vlajkou, Indie byla suspendována po volebním procesu Indické olympijské asociace v prosinci 2012. Česko v Soči reprezentovalo 88 sportovců.

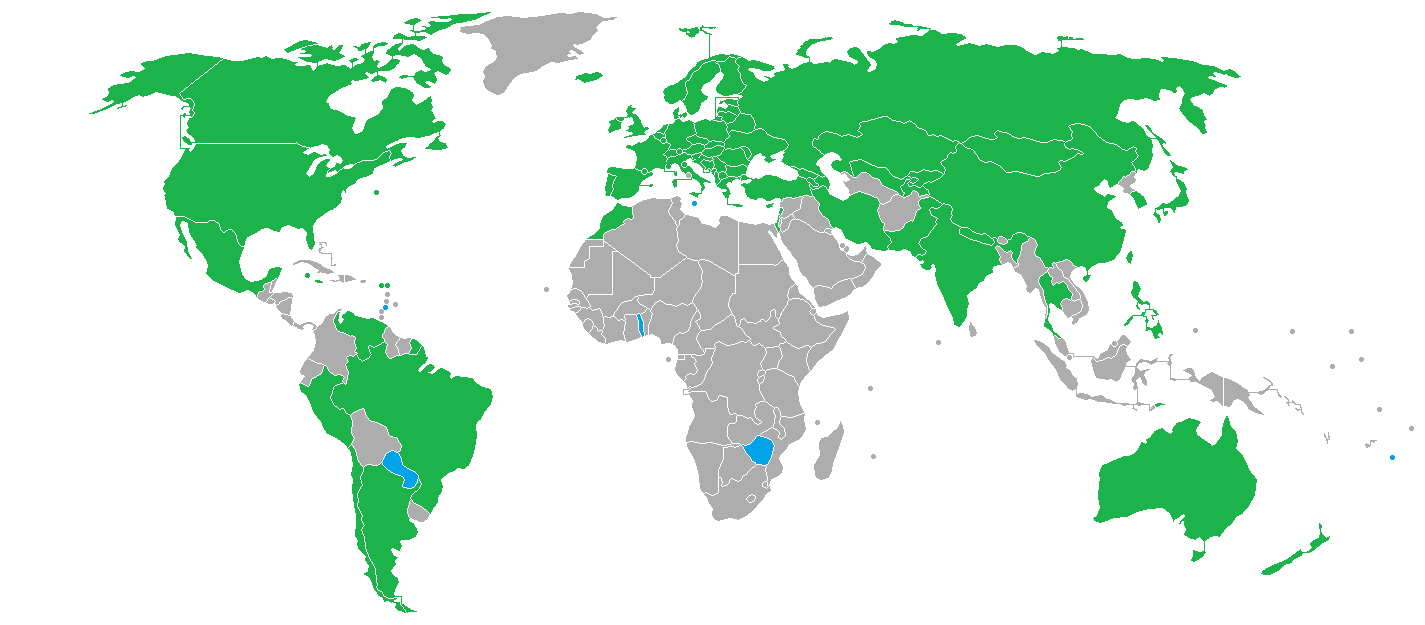
Účastnické země na Zimních olympijských hrách 2014 v Soči
Standardně účastnící se země
Noví účastníci zimních Her

## Marketing
Oficiální videohrou ZOH Soči je „Mario & Sonic at the Sochi 2014 Olympic Winter Games“ od Nintenda, v Evropě byla vydaná 8. listopadu 2013. Další jsou „Sochi 2014: Ski Slopestyle Challenge“ pro operační systém Android a „Sochi 2014: Olympic Games Resort“ pro on-line sociální síť Facebook.
Vstupenky na Olympiádu stály zhruba od 550 do 26 000 korun.
Škoda Auto je dodavatelem vozů pro OH v Soči, z hlediska sponzoringu je to nejvyšší kontrakt v historii Škody. Flotilu tvořilo více než pět set vozů, a to modely Superb, Yeti a nová Octavia třetí generace. Auta jsou určená pro sportovce, VIP hosty a funkcionáře.
V Soči se hrálo českými puky firmy Rubena z Náchoda. Ve všech hrách od Nagana 1998 se také používaly české puky firmy Gufex z Valašska, výjimkou byl Vancouver 2010 s puky kanadskými.
Hodinářská firma Prim z Nového Města nad Metují vyrobila pro každého člena olympijské delegace speciální model hodinek a každý sportovec, který získal medaili, dostal hodinky modelu Diplomat v ceně 93 tisíc se jménem sportovce.
Olympionici, kteří vybojovali zlato 15. února, byli odměněni zlatými medailemi s úlomky Čeljabinského meteoritu – stalo se tak přesně rok poté, co kusy vesmírného tělesa dopadly do jezera Čebarkul na Urale v centrální části Ruska.

### Sponzoři
Hlavními partnery Olympiády v Soči byli:
| Celosvětoví olympijští partneři - Coca-Cola - Atos - Dow Chemical - General Electric - McDonald's - Omega SA - Panasonic - Procter & Gamble - Samsung - Visa | Národní partneři Soči 2014 - Aeroflot - Bosco Sport - Megafon - RŽD - Rosněfť - Rostelecom - Sberbank - Volkswagen Group RUS | Partneři Soči 2014 - Ingosstrach - PricewaterhouseCoopers - Sportloto |

## Kalendář soutěží
| ÚC | Úvodní ceremoniál | ● | Soutěžní den disciplíny | 1 | Finále disciplíny | Ex | exhibice | ZC | Závěrečný ceremoniál |

| Únor                 | Únor                 | 6. Čt | 7. Pá | 8. So | 9. Ne | 10. Po | 11. Út | 12. St | 13. Čt | 14. Pá | 15. So | 16. Ne | 17. Po | 18. Út | 19. St | 20. Čt | 21. Pá | 22. So | 23. Ne | Finále |
| -------------------- | -------------------- | ----- | ----- | ----- | ----- | ------ | ------ | ------ | ------ | ------ | ------ | ------ | ------ | ------ | ------ | ------ | ------ | ------ | ------ | ------ |
| Ceremoniály          | Ceremoniály          |       | ÚC    |       |       |        |        |        |        |        |        |        |        |        |        |        |        |        | ZC     |        |
| Akrobatické lyžování | Akrobatické lyžování | ●     |       | 1     |       | 1      | 1      |        | 1      | 1      |        |        | 1      | 1      |        | 2      | 1      |        |        | 10     |
| Alpské lyžování      | Alpské lyžování      |       |       |       | 1     | 1      |        | 1      |        | 1      | 1      | 1      |        | 1      | 1      |        | 1      | 1      |        | 10     |
| Běh na lyžích        | Běh na lyžích        |       |       | 1     | 1     |        | 2      |        | 1      | 1      | 1      | 1      |        |        | 2      |        |        | 1      | 1      | 12     |
| Biatlon              | Biatlon              |       |       | 1     | 1     | 1      | 1      |        | 1      | 1      |        |        | 1      | 1      | 1      |        | 1      | 1      |        | 11     |
| Boby                 | Boby                 |       |       |       |       |        |        |        |        |        |        | ●      | 1      | ●      | 1      |        |        | ●      | 1      | 3      |
| Curling              | Curling              |       |       |       |       | ●      | ●      | ●      | ●      | ●      | ●      | ●      | ●      | ●      | ●      | 1      | 1      |        |        | 2      |
| Krasobruslení        | Krasobruslení        | ●     |       | ●     | 1     |        | ●      | 1      | ●      | 1      |        | ●      | 1      |        | ●      | 1      |        | Ex     |        | 5      |
| Lední hokej          | Lední hokej          |       |       | ●     | ●     | ●      | ●      | ●      | ●      | ●      | ●      | ●      | ●      | ●      | ●      | 1      | ●      | ●      | 1      | 2      |
| Rychlobruslení       | Rychlobruslení       |       |       | 1     | 1     | 1      | 1      | 1      | 1      |        | 1      | 1      |        | 1      | 1      |        | ●      | 2      |        | 12     |
| Saně                 | Saně                 |       |       | ●     | 1     | ●      | 1      | 1      | 1      |        |        |        |        |        |        |        |        |        |        | 4      |
| Severská kombinace   | Severská kombinace   |       |       |       |       |        |        | 1      |        |        |        |        |        | 1      |        | 1      |        |        |        | 3      |
| Short track          | Short track          |       |       |       |       | 1      |        |        | 1      |        | 2      |        |        | 1      |        |        | 3      |        |        | 8      |
| Skeleton             | Skeleton             |       |       |       |       |        |        |        | ●      | 1      | 1      |        |        |        |        |        |        |        |        | 2      |
| Skoky na lyžích      | Skoky na lyžích      |       |       | ●     | 1     |        | 1      |        |        | ●      | 1      |        | 1      |        |        |        |        |        |        | 4      |
| Snowboarding         | Snowboarding         | ●     |       | 1     | 1     |        | 1      | 1      |        |        |        | 1      |        | 1      | 2      |        |        | 2      |        | 10     |
| Celkem disciplín     | Celkem disciplín     |       |       | 5     | 8     | 5      | 8      | 6      | 6      | 6      | 7      | 5      | 6      | 5      | 8      | 6      | 7      | 7      | 3      | 98     |
| Kumulativní součet   | Kumulativní součet   |       |       | 5     | 13    | 18     | 26     | 32     | 38     | 44     | 51     | 56     | 62     | 67     | 75     | 81     | 88     | 95     | 98     |        |
| Únor                 | Únor                 | 6. Čt | 7. Pá | 8. So | 9. Ne | 10. Po | 11. Út | 12. St | 13. Čt | 14. Pá | 15. So | 16. Ne | 17. Po | 18. Út | 19. St | 20. Čt | 21. Pá | 22. So | 23. Ne | Finále |

## Medailové pořadí zemí
Nejvíce medailí získala rychlobruslařka Ireen Wüstová z Nizozemska, celkově získala pět medailí, z toho dvě zlaté a tři stříbrné. Ruský rychlobruslař Viktor An, norská běžkyně na lyžích Marit Bjørgenová a běloruská biatlonistka Darja Domračevová získali nerozhodně nejvíce zlatých medailí (každý tři). Díky lyžařce Tině Mazeové získalo Slovinsko historicky první zlatou medaili ze zimních olympijských her. Sáňkař Armin Zöggeler z Itálie se stal prvním sportovcem, který získal šest medailí v šesti po sobě jdoucích zimních olympijských hrách.
Některým ruským sportovcům byly odebrány jejich olympijské medaile v listopadu 2017 kvůli obvinění z dopingu. Nicméně po úspěšném odvolání bylo 28 Rusů očištěno a medaile byly znovu navráceny 1. února 2018. Rusko se tak znovu dostalo na první příčku v medailovém pořadí.
V září 2024 zamítl Sportovní arbitrážní soud společné odvolání Světlany Slepcovové a Jevgenije Usťugova proti diskvalifikaci. Rozhodnutí změnilo medailové pořadí, vítězi se stali norští sportovci.
| Pořadí | Země                         | Zlato | Stříbro | Bronz | Medailí celkem |
| ------ | ---------------------------- | ----- | ------- | ----- | -------------- |
| 1.     | Rusko (RUS)                  | 11    | 10      | 9     | 30             |
| 2.     | Norsko (NOR)                 | 11    | 6       | 9     | 26             |
| 3.     | Kanada (CAN)                 | 10    | 10      | 5     | 25             |
| 4.     | Spojené státy americké (USA) | 9     | 9       | 10    | 28             |
| 5.     | Nizozemsko (NED)             | 8     | 7       | 9     | 24             |
| 6.     | Německo (GER)                | 8     | 6       | 5     | 19             |
| 7.     | Švýcarsko (SUI)              | 7     | 2       | 2     | 11             |
| 8.     | Bělorusko (BLR)              | 5     | 0       | 1     | 6              |
| 9.     | Rakousko (AUT)               | 4     | 8       | 5     | 17             |
| 10.    | Francie (FRA)                | 4     | 4       | 7     | 15             |
| 11.    | Polsko (POL)                 | 4     | 1       | 1     | 6              |
| 12.    | Čína (CHN)                   | 3     | 4       | 2     | 9              |
| 13.    | Jižní Korea (KOR)            | 3     | 3       | 2     | 8              |
| 14.    | Švédsko (SWE)                | 2     | 7       | 6     | 15             |
| 15.    | Česko (CZE)                  | 2     | 4       | 3     | 9              |
| 16.    | Slovinsko (SLO)              | 2     | 2       | 4     | 8              |
| 17.    | Japonsko (JPN)               | 1     | 4       | 3     | 8              |
| 18.    | Finsko (FIN)                 | 1     | 3       | 1     | 5              |
| 19.    | Velká Británie (GBR)         | 1     | 1       | 3     | 5              |
| 19.    | Lotyšsko (LAT)               | 1     | 1       | 3     | 5              |
| 21.    | Ukrajina (UKR)               | 1     | 0       | 1     | 2              |
| 22.    | Slovensko (SVK)              | 1     | 0       | 0     | 1              |
| 23.    | Itálie (ITA)                 | 0     | 2       | 6     | 8              |
| 24.    | Austrálie (AUS)              | 0     | 2       | 1     | 3              |
| 25.    | Chorvatsko (CRO)             | 0     | 1       | 0     | 1              |
| 26.    | Kazachstán (KAZ)             | 0     | 0       | 1     | 1              |
| Celkem | Celkem                       | 99    | 97      | 99    | 295            |

## Česko na ZOH 2014

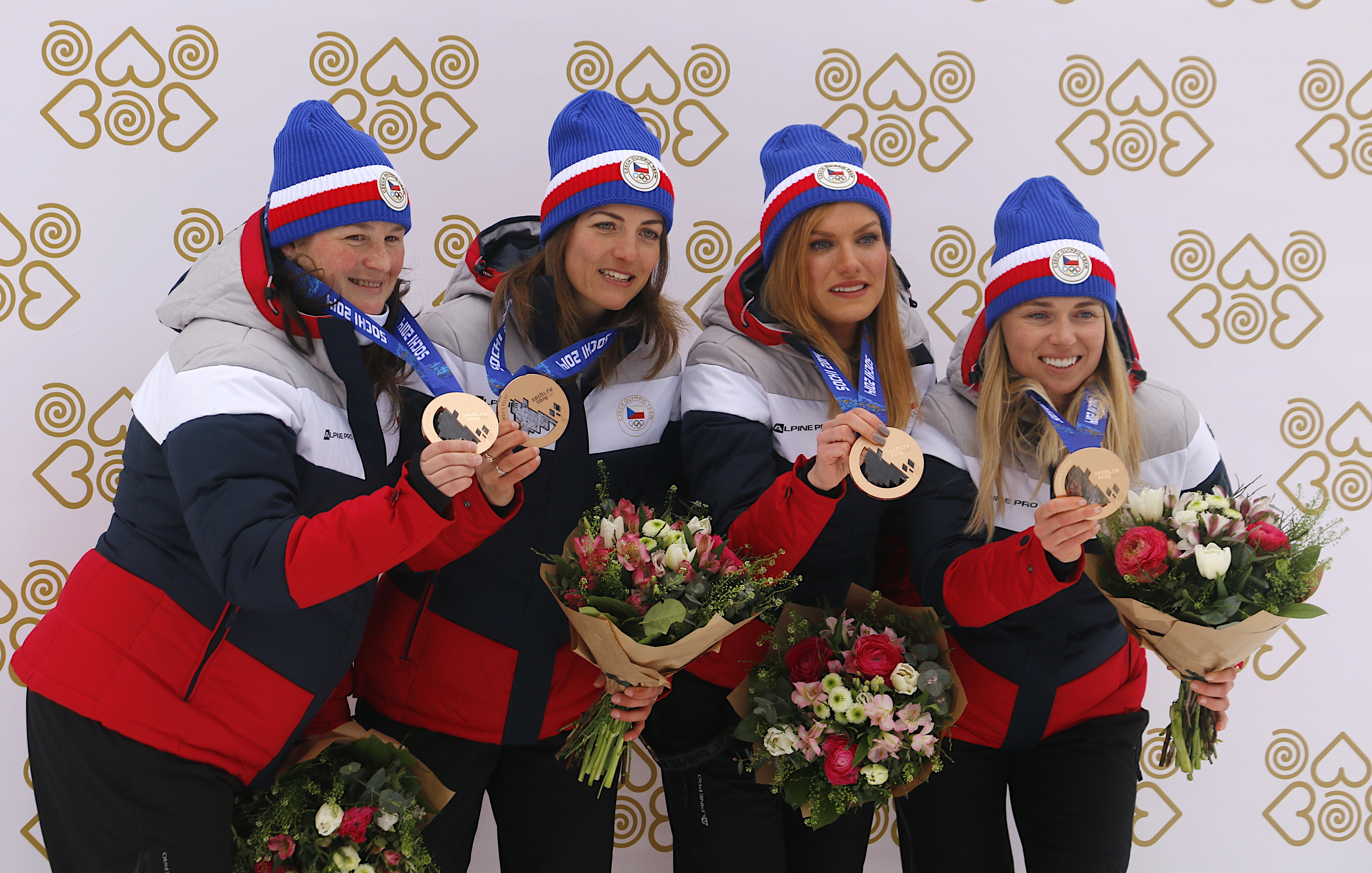
Bronzové medailistky z biatlonové štafety žen Veronika Vítková, Jitka Landová, Gabriela Soukalová a Eva Puskarčíková při dodatečném převzetí medailí v roce 2023 po diskvalifikaci Rusek

Českou výpravu na Zimní olympijské hry 2014 v Soči tvořilo 88 sportovců. Medaile vybojovali rychlobruslařka Martina Sáblíková (zlato, stříbro), snowboardistka Eva Samková (zlato), biatlonisté Ondřej Moravec (stříbro, bronz), Gabriela Soukalová (stříbro) a Jaroslav Soukup (bronz), smíšená biatlonová štafeta (stříbro) a ženská štafeta (bronz).
Český olympijský výbor nechal v Praze na Letné postavit pro veřejnost Olympijský park, který fungoval po dobu olympiády. K dispozici byly velkoplošné LED obrazovky, přenosy na 100 místech, bruslařská plocha o rozloze 6500 m², curlingová dráha, běžkařský ovál, snow park na snowboarding, dvě hokejová hřiště a laserová střelnice pro biatlon.

## Kritika a kontroverze
Olympiáda vyvolala několik kontroverzí, včetně kritiky dodržování lidských práv v Rusku, obavy politiků a sportovců na dopad zákazu propagace homosexuality, různé obavy o bezpečnost kvůli hrozbám džihádistů a údajné porušování lidských práv při budování olympijského centra. V České republice se tématu věnuje projekt Utajené disciplíny organizace Člověk v tísni. V průběhu her došlo ke dvěma politicky motivovaným incidentům. Transsexuální bývalá politička Vladimir Luxuria byla zadržena, když v Olympijském parku krátce ukazovala duhový symbol LGBT. Členky punkové skupiny Pussy Riots byly násilím rozehnány přímo pod olympijskými kruhy ve městě Soči (mimo olympijská sportoviště) při nahrávání videoklipu k písni Putin nás naučí milovat svou vlast. Všechny demonstrace se totiž z bezpečnostních důvodů mohly v Soči konat výhradně po souhlasu místních bezpečnostních úřadů. Na tento incident reagoval Mezinárodní olympijský výbor prohlášením, ve kterém věc označil za znepokojivou, ale za civilní a nesouvisející s olympijským hnutím.

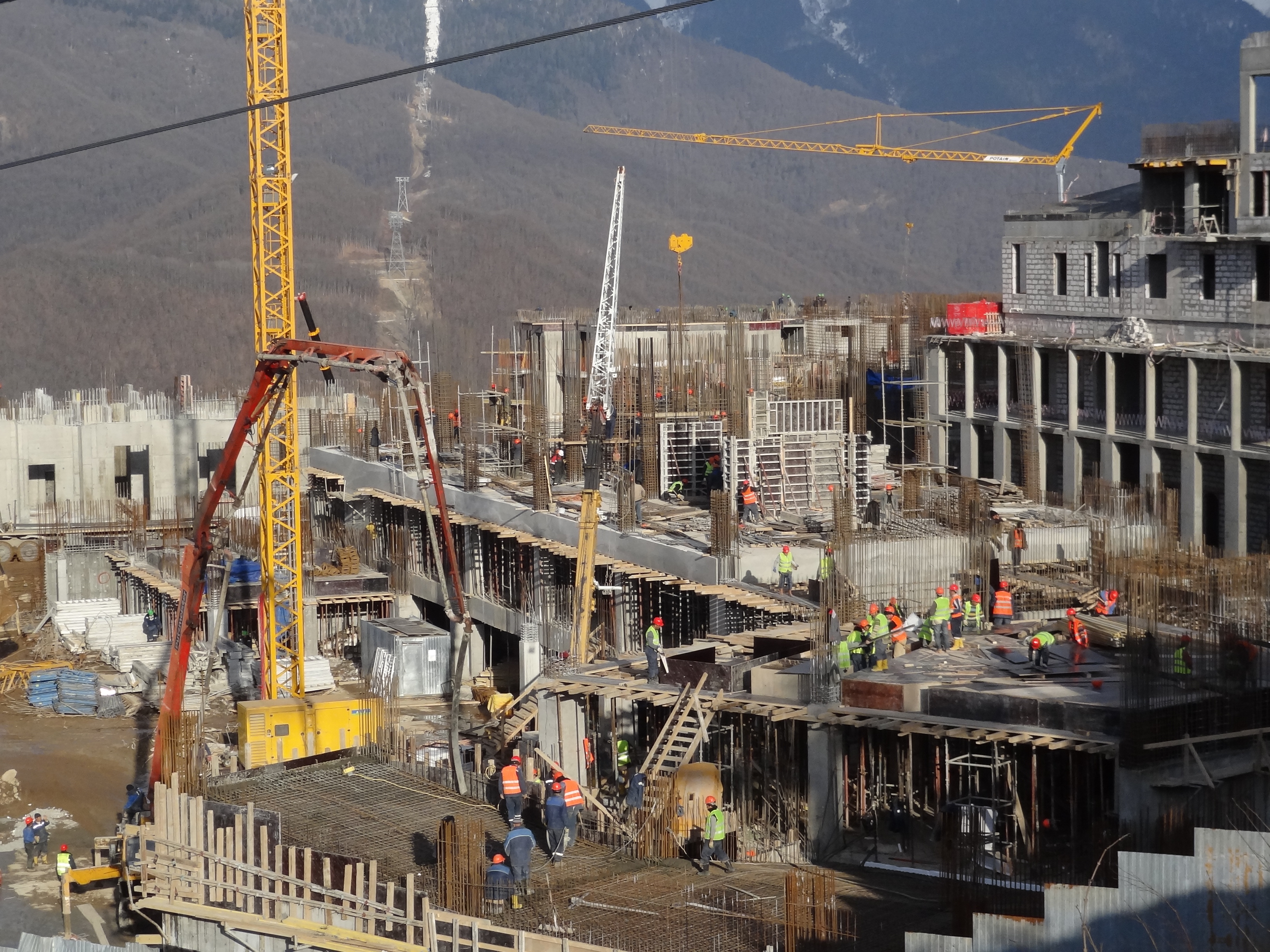
Výstavba hotelu v Krásné Poljaně, rok před konáním her

Předmětem kritiky se staly také přemrštěné výdaje na uspořádání her ve výši 51 miliard amerických dolarů, čímž se hry v Soči staly nejnákladnějšími olympijskými hrami v historii. Při podávání kandidatury přitom byly náklady vyčísleny na 12 miliard. Jejich zvýšení způsobila také mimořádná bezpečnostní opatření, zejména po teroristických útocích ve Volgogradu v prosinci 2013. Komentátoři ale poukazovali zvlášť na vysokou míru korupce. Ruské úřady ale žádaly, aby se náklady na infrastrukturu nezapočítávaly do celkové ceny her. Podle nich se jen zhruba pět až sedm miliard dolarů vynaložilo na organizaci nesouvisející s výstavbou infrastruktury. Například silniční a železniční spojení ze Soči do Krásné Poljany stálo 8,7 miliardy dolarů, což je víc než výdaje na uspořádání celých Zimních olympijských her 2010 ve Vancouveru. Navzdory vysokým nákladům byla kritizována nepřipravenost her, zejména pokud jde o nedokončené ubytovací kapacity pro novináře ve vysokohorském středisku Krásná Poljana. Týkalo se to asi tří procent z celkové kapacity 41 tisíc pokojů.
Při slavnostním zakončení her předseda Mezinárodního olympijského výboru Thomas Bach mj. zhodnotil, že Rusko slíbilo výborná sportoviště, vynikající olympijskou vesnici a bezvadnou organizaci a že všechny sliby splnilo. Ruský prezident Vladimir Putin po skončení her v rozhovoru pro média řekl, že část novinář využila olympijský projekt pro své vlastní cíle ve sféře protiruské propagandy, ale že dosáhli opačného cíle, než zamýšleli.

## Doping
V průběhu her došlo k několika případům porušení dopingových pravidel. Z her byli vyloučeni německá biatlonistka a bývalá běžkyně na lyžích Evi Sachenbacherová-Stehleová a italský bobista a dřívější atlet William Frullani, pozitivní testy měli také lotyšský hokejista Vitalijs Pavlovs, ukrajinská běžkyně na lyžích Marina Lisogorová a těsně před finále hokejového turnaje proti Kanadě Švéd Nicklas Bäckström. Německá televizní stanice WDR zveřejnila po skončení her podezření, že ruští sportovci si pomáhali spornou metodou inhalace xenonu, na kterou organismus reaguje zvýšenou produkcí erythropoetinu.
V červenci 2016 zveřejnila Světová antidopingová agentura (WADA) svou vyšetřovací zprávu, podle které ruské státní orgány systematicky kryly doping ruských olympioniků téměř ve všech sportech. Podle WADA ruský dopingový program řídilo ministerstvo sportu vedené Vitalijem Mutkem ve spolupráci s tajnou službou FSB, středisky vrcholového sportu a laboratořemi v Moskvě a Soči. Po debaklu výsledků na olympiádě ve Vancouveru, z níž ruská výprava přivezla tři zlaté, vláda zorganizovala rozjela tajný program před hrami v Soči. Během olympiády v Soči systém umožňoval manipulaci se vzorky ruských sportovců. Součástí dopingového programu bylo přes 20 ruských olympioniků v Soči včetně 15 medailistů. Podle spekulací ruští olympionici používali xenonový plyn během příprav na Soči. Používání xenonového plynu není přímo zakázáno Světovou antidopingovou agenturou (WADA), nicméně může být použito pro zvýšení výkonnosti a to vyvolalo debatu o tom, co je dopingem a jaké postupy by měly a neměly by být povoleny. K listopadu 2017 odebral MOV Rusku kvůli dopingové aféře 14 medailí, včetně 4 zlatých, a proto se propadlo z prvního místa na místo čtvrté.
V prosinci 2017 se 42 ze 43 potrestaných sportovců odvolalo k Mezinárodní sportovní arbitráži v Lausanne (CAS). Ta na konci ledna 2018 očistila 28 sportovců včetně dvou olympijských vítězů – běžce na lyžích Alexandra Legkova a skeletonisty Alexandra Treťjakova. Celkem tak získali ruští sportovci zpět 9 ze 13 odebraných medailí. U dalších 13 sportovců včetně držitele dvou zlatých medailí Aleksandra Zubkova byla potvrzena diskvalifikace z her v Soči. Doživotní zákaz účasti na OH však byl změněn na jednorázový trest pro Zimní olympijské hry 2018 v Pchjongčchangu. V září 2020 CAS rozhodla o zrušení trestů biatlonistek Viluchinové a Romanovové a o potvrzení diskvalifikace Zajcevové.

## Bezpečnost

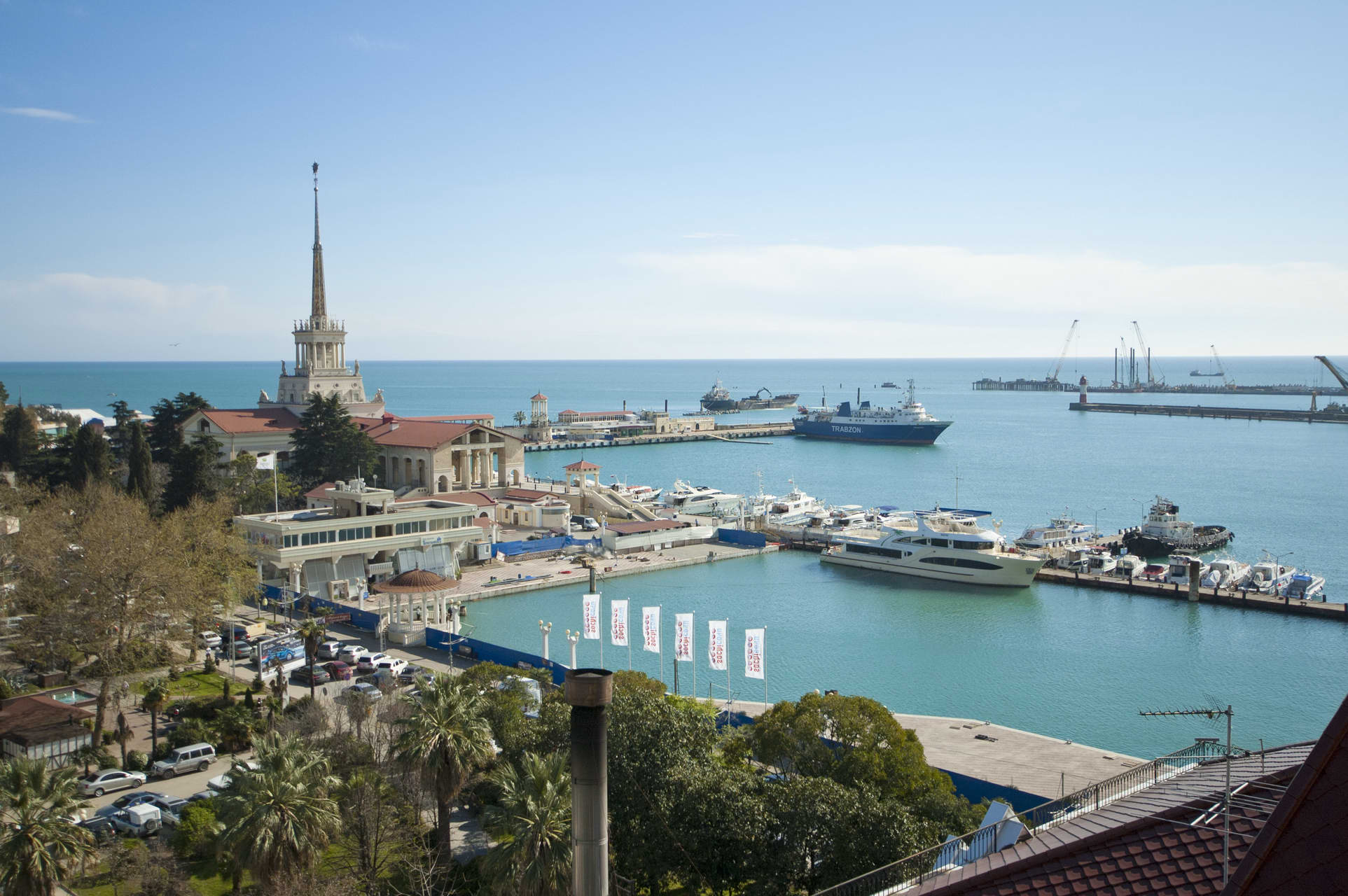
Přístav v Soči

Už dříve oznámili kavkazští extremisté, že hodlají hry narušit. Po smrtonosných útocích na civilisty ve Volgogradu, které si vyžádaly přes tři desítky životů, tak přetrvávají obavy, že by se mohli teroristé na olympiádě opět ozvat.
Ještě před zahájením olympijských her dostaly olympijské výbory Maďarska, Slovinska, Itálie, Německa, Slovenska, USA a Česka e-mail s teroristickou výhrůžkou napsanou v angličtině a ruštině. Podle vyjádření MOV (Mezinárodní olympijský výbor) nepředstavovaly výhrůžky vážnou reálnou hrozbu. Podle některých zdrojů jde o tzv. oběžníkový e-mail.
Vedení MOV bere bezpečnost v Soči velmi vážně a potvrzovalo schopnost Ruska poskytnout bezpečnou olympiádu. O bezpečnost a potření hrozby teroristických útoků islámských militantů ze severního Kavkazu bylo prý postaráno na podobné úrovni, jako na hrách v Salt Lake City, které se konaly jen pár měsíců po 11. září 2001.

### Opatření
Na ochranu zimních olympijských her vyčlenily ruské úřady přibližně 40 tisíc policistů a příslušníků bezpečnostní služby, kteří se kromě svého mateřského jazyka byli schopni s rusky nemluvícími diváky dorozumívat v angličtině, francouzštině nebo němčině. V průběhu her se ve vzduchu vznášely bezpilotní letouny, situaci monitorovalo 5500 kamer s vysokým rozlišením, v pohotovosti byly protiletadlové systémy S-400 a Pancir-S1 protivzdušné obrany a na Černém moři čtyři protiteroristické dělové čluny. Pro vstup na železniční nádraží a olympijské sportoviště museli návštěvníci projít přes kontrolní body vybavené rentgeny, detektory kovů a výbušného materiálu. 58. armáda ruských ozbrojených sil (asi 70 000 vojáků), hlídala blízké jižní hranice s Gruzií. Vladimir Putin prohlásil, že olympijské hry v Soči budou „nejbezpečnějšími olympijskými hrami v historii“.
Vladimir Putin podepsal dekret, který stanovuje, že všechna shromáždění, manifestace, demonstrace a pochody v Soči a jeho okolí, které nejsou přímo spojeny s olympijskými a paralympijskými hrami, se mohou od 7. ledna do 21. března 2014 konat výhradně po souhlasu místních bezpečnostních úřadů. Zóna pro demonstrace byla zřízena v parku ve dvacetitisícovém městě Chosta, které leží sedmnáct kilometrů od Soči a dvanáct kilometrů od nejbližšího sportoviště. Nadále však platí, že všechny zde pořádané protesty musela schválit policie, místní úřady a bezpečnostní služby. Původní znění, které veškeré protesty v průběhu olympiády zakazovalo, kritizovali obhájci lidských práv jako neústavní.
Americký prezident Barack Obama nabídl ruskému prezidentu Putinovi bezpečnostní pomoc. Pentagon potvrdil dvě lodě v pohotovosti v Černém moři.